# After Burner II
After Burner II (яп. アフターバーナー II Афута: Ба:на: II) — компьютерная игра 1987 года, выполненная в жанре симулятора полёта. Сиквел After Burner. Разработана компанией Sega AM2 и выпущена Sega для аркадных автоматов. Позднее игра неоднократно портировалась на другие консоли и компьютеры.

## Геймплей
Игра имеет такой же геймплей, что и в After Burner, где игрок управляет самолётом F-14 Tomcat, который должен уничтожить ряд врагов на протяжении 21 уровня. В версии для аркадного автомата теперь можно менять скорость самолёта благодаря педалям. Сами самолёты соперников могут лететь с разной скоростью.
Самолёт использует пулемёт и имеет ограниченный набор ракет. Ракеты пополняются за счет другого самолета после прохождения несколько этапов, однако они стали быстрее заканчиваться, в отличие от After Burner.
Версия для аркадного автомата была выпущена в двух вариантах: стандартном вертикальном корпусе и с вращающейся кабиной.

## Порты
Кроме аркадного автомата игра многократно выходила на других консолях и компьютерах: Amiga, Atari ST, MS-DOS, Sharp X68000, Mega Drive/Genesis, PC Engine, Sega Saturn, PlayStation 2 и мобильные телефоны.
After Burner II также встречается в игре Shenmue II (2001/2002) для Dreamcast и Xbox.
| Платформа          | Год                                   | Издатель               | Примечания                                                                              |
| ------------------ | ------------------------------------- | ---------------------- | --------------------------------------------------------------------------------------- |
| Аркадный автомат   | Октябрь 1987 1987 1987                | Sega                   | Оригинальная версия.                                                                    |
| Amiga              | 1989                                  | Sega                   |                                                                                         |
| Atari ST           | 1989                                  | Activision             |                                                                                         |
| MS-DOS             | 1989                                  | Sega                   |                                                                                         |
| Sharp X68000       | 1989                                  | Sega                   |                                                                                         |
| Mega Drive/Genesis | 22 марта 1990 23 марта 1990 1990 1990 | Sega, Dempa Shinbunsha | Японская версия является одной из трёх игр, поддерживающих аналоговый контроллер AX-1E. |
| PC Engine          | 28 сентября 1990                      | NEC Interchannel       |                                                                                         |
| Sega Saturn        | 27 сентября 1996                      | Sega of Japan          | Выпущена как часть серии Sega Ages.                                                     |
| PlayStation 2      | 18 марта 2004                         | 3D-Ages                | Выпущена как Sega Ages 2500 Series Vol. 10: After Burner II.                            |
| Мобильный телефон  | 14 июля 2005                          | Sega Mobile            |                                                                                         |

## Саундтрек
Музыку к игре After Burner II была написана композитором Хироси Кавагути. Альбом Yu Suzuki produce After Burner II (яп. ゆう鈴木作り出すバーナーII後 Ю Судзуки цукуридасу Афута: Ба:на: II) был выпущен 17 декабря 1997 году лейблом Marvelous Entertainment.
| №                   | Название                       | Музыка              | Длительность |
| ------------------- | ------------------------------ | ------------------- | ------------ |
| 1.                  | «Maximum Power»                | Хироси Кавагути     | 0:57         |
| 2.                  | «Final Take Off»               | Хироси Кавагути     | 3:53         |
| 3.                  | «Red Out»                      | Хироси Кавагути     | 3:24         |
| 4.                  | «Super Stripe»                 | Хироси Кавагути     | 1:57         |
| 5.                  | «After Burner»                 | Хироси Кавагути     | 5:25         |
| 6.                  | «City 202»                     | Хироси Кавагути     | 4:14         |
| 7.                  | «Final Take Off (with Melody)» | Хироси Кавагути     | 5:30         |
| 8.                  | «After Burner (with Melody)»   | Хироси Кавагути     | 5:30         |
| 9.                  | «Voice & S.E. Collection»      | Хироси Кавагути     | 0:52         |
| 10.                 | «EFFECT A»                     | Хироси Кавагути     | 1:02         |
| 11.                 | «EFFECT B»                     | Хироси Кавагути     | 0:16         |
| 12.                 | «VOICE»                        | Хироси Кавагути     | 0:31         |
| 13.                 | «After Burner (S.E.)»          | Хироси Кавагути     | 0:07         |
| Общая длительность: | Общая длительность:            | Общая длительность: | 29:03        |

## Отзывы и критика
Игра получила в основном положительные отзывы от критиков. Сайт Sega-16.com в своём обзоре для Mega Drive/Genesis сказали, что игра порадует игроков 16-битной системы от Sega. Журнал Mean Machines хвалил игру за геймплей, музыку, трёхмерные спрайты и невероятную скорость. В итоге обзора сайт написал, что After Burner является одной из игр, которую нужно либо любить, либо ненавидеть.
Низкую оценку дал сайт The Video Game Critic, где он раскритиковал масштабирование объектов и анимацию, а в итоге обзора игру назвали «плохой».